# Bill Foley
William P. "Bill" Foley II, född 14 december 1944 i Austin i Texas, är en amerikansk företagsledare och advokat som är styrelseordförande för finansbolagen Fidelity National Financial, Inc. och Black Knight Financial Services, Inc. Han är också majoritetsägare, ordförande och VD för Black Knight Sports and Entertainment, som äger ishockeyorganisationen Vegas Golden Knights i National Hockey League (NHL) och dess farmarlag Henderson Silver Knights i American Hockey League (AHL).
Den amerikanska ekonomitidskriften Forbes rankade Foley till att vara världens 1 969:e rikaste med en förmögenhet på 1,6 miljarder amerikanska dollar per den 16 november 2021.
Foley avlade en kandidatexamen vid United States Military Academy och en juris doktor vid University of Washington School of Law.